# A602-es autópálya (Németország)
Az A602-es autópálya (németül: Bundesautobahn 602) egy autópálya Németországban. Hossza 10 km.